# Thomas Hampson (lekkoatleta)
Thomas („Tommy”) Hampson (ur. 28 października 1907 w Londynie, zm. 4 września 1965 w Stevenage) – brytyjski lekkoatleta średniodystansowiec, mistrz olimpijski.

## Przebieg kariery
Urodził się w Clapham, dzielnicy Londynu. Zajął się wyczynowo uprawianiem biegów lekkoatletycznych na ostatnim roku studiów na Uniwersytecie Oksfordzkim. Po ukończeniu studiów rozpoczął pracę nauczyciela.
Zdobył mistrzostwo Amateur Athletic Association w biegu na 880 jardów w 1930, 1931 i 1932. Wygrał bieg na tym dystansie na pierwszych igrzyskach Imperium Brytyjskiego w 1930 w Hamilton.
Na igrzyskach olimpijskich w 1932 w Los Angeles zwyciężył w biegu na 800 metrów bijąc rekord świata wynikiem 1:49,7 s.. Zdobył także srebrny medal w sztafecie 4 × 400 metrów (w składzie Crew Stoneley, Hampson, David Burghley, Godfrey Rampling).
Zakończył wyczynowe uprawianie sportu w 1932. Od 1935 służył w RAF jako oficer edukacyjny.

## Rekordy życiowe
źródło:
- 440 y – 50,2 s. (1932)
- 800 m – 1:49,7 s. (1932)
- 1 mila – 4:17,0 s. (1931)